# Леви, Анри-Леопольд

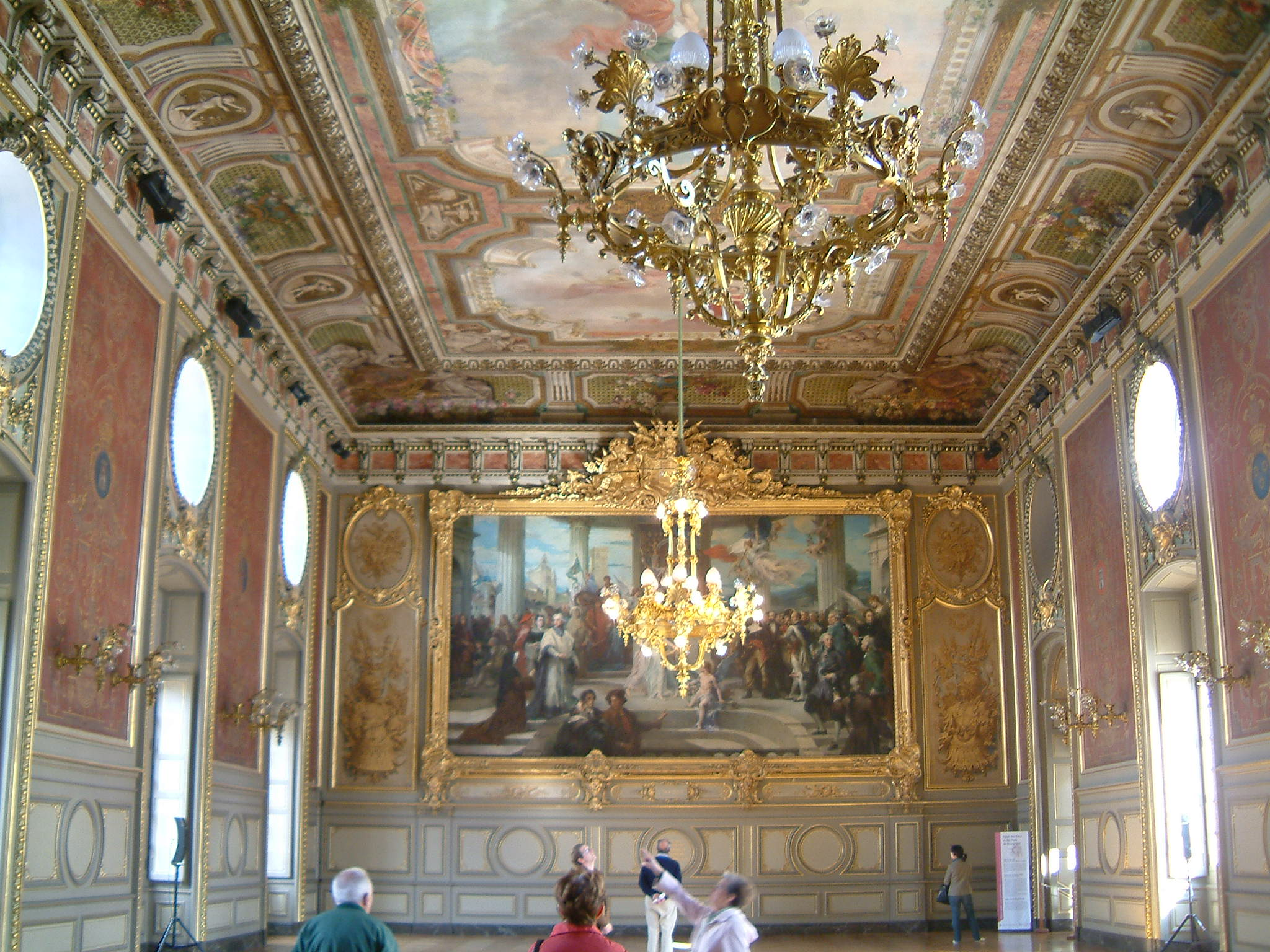
Большое полотно Леви во дворце герцогов Бургундских, Дижон

Анри́ Леопо́льд Леви́ (фр. Henri-Léopold Lévy; 23 сентября 1840 года, Нанси — 29 декабря 1904 года, Париж) — французский исторический живописец.
Ученик Пико, Фромантена и Кабанеля. Дебютировал в Салоне в 1865 г. с полотном «Гекуба, обнаруживающая на берегу тело своего сына Полидора» и в дальнейшем выставлялся до конца жизни. В 1878 г. был удостоен медали на Всемирной выставке. Участвовал в росписи церкви Сен-Мерри и оформлении парижского Пантеона.
Обладая сильным колоритом и уменьем сообщать композиции жизнь и драматическое движение, брал для своих картин сюжеты преимущественно из древней истории и агиологии и разрабатывал их в духе Э. Делакруа. Особенно удавались ему, как считается теперь, ориентальные мотивы.

## Основные произведения
- «Пленные иудеи на развалинах Иерусалима» (1869),
- «Иродиада с головой Иоанна Крестителя»,
- «Сарпедон» по Гомеру (1874),
- «Коронование Карла Великого» (1883)
- «Четыре сцены из жития св. Дионисия».